# Vaclav Radimsky
 (aout 2014).
Václav Jan Emanuel Radimský, né le 6 octobre 1867 à Kolín (Autriche-Hongrie) et mort le 31 janvier 1946 à Pašinka (Tchécoslovaquie), est un peintre impressionniste tchécoslovaque de paysages.

## Biographie
Vaclav Radimsky naît d'une famille d'avocats de Kolin, propriétaires d'une usine et plus tard propriétaires terriens dans Pašinka. Après le lycée, il est allé étudier à l'étranger. Il a vécu à Munich, a étudié à Vienne, puis en France.
Il a étudié la peinture avec Eduard Peithner von Lichtenfels à Vienne et avec Eduard Schleich à Munich. En 1889, il s'est rendu en France et vers 1891 à Barbizon s'est joint à un groupe de peintres (parmi lesquels figurait Paul Cézanne) qui se réunissaient à Giverny à l'hôtel Baudy, près de la maison de Claude Monet. 
Il a gagné la médaille de bronze de l'exposition universelle de Paris de 1900.
Dans une lettre datée du 30 septembre 1894, Cézanne écrit à C. Monet que V. Radimsky va se présenter à lui avec sa lettre de recommandation. À partir du 4 octobre 1894 Le Nom de Radimsky est inscrit dans les entrées du registre-clients de l'hôtel Baudy pour un séjour de trois mois environ. Le 1er novembre 1894 Cézanne remercie, dans une lettre, C. Monet du bon accueil accordé à V. Radimsky.
Dans une lettre écrite en 1894, Matilda Lewis, la sœur de la peintre impressionniste américaine Joséphine Miles Lewis, relate l'amitié entre Claude Monet, Paul Cézanne et Vaclav Radimsky.
Parmi les tableaux que possède la famille du peintre, il y a un admirable tableau de la maison de Monet qui a été peint par Radimsky, dans le Jardin de C. Monet. Le 12 avril 2012, à Prague, a été vendu aux enchères un tableau de Radimsky qui a été peint dans le jardin de Claude Monet intitulé Baie avec une maison rouge. Les nombreuses biographies de Claude Monet nous apprennent que mis à part Blanche Hoschedé et le portraitiste John Singer Sargent, le maître ne supportait pas que les peintres étrangers viennent travailler dans son jardin. Cette permission exceptionnelle qui lui a été accordée montre le lien d'amitié qui existait entre Claude Monet et V. Radimsky.
C'est dans la période où il vivait à l'hôtel Baudy qu'il a rencontré Louise Fromont qu'il épousera en 1918 (comme l'indique son certificat de mariage français). Il a loué la maison Rose et ensuite une des maisons de la famille Baudy, avant de se rendre au Goulet, un hameau près de Vernon, à la résidence La Bergamotte qui était un ancien moulin restauré.
Il a vécu plusieurs années dans une des nombreuses chambres de l’hôtel Baudy où il a fait la connaissance de nombreux peintres venus des quatre coins du monde. Bon vivant, les soirs de fête, il jouait sur le piano de l'hôtel pour faire danser ses amis avec les demoiselles de la région, parmi lesquelles on trouve les filles de Mme Hoschédé. La mère de V. Radimsky tenait à ce que ses enfants soient très bien élevés. Mathilda Lewis raconte, dans une lettre à sa famille qu'elle a été impressionnée par Radimsky parce qu'il parle pas moins de cinq langues '' sans compter le grec et le latin. Elle le surnomme familièrement le Bohemian. 
Certains des peintres de l'hôtel Baudy (dont beaucoup étaient américains) sont devenus célèbres. Ils ont parlé de Vaclav Radimsky à leurs disciples une fois de retour dans leur pays. Parmi les peintres que Vaclav Radimsky a sans doute connus à l'hôtel Baudy, on peut citer le canadien William Blair Bruce, les américains Joséphine Miles Lewis, Theodore Robinson et la canadienne Gill Mary qui vivait, à Giverny, avec sa fille Marguerite. 
Contrairement à la plupart des peintres qui ne restaient à Giverny que le temps nécessaire pour étudier l'impressionnisme (environ deux à trois ans), Vaclav Radimsky a continué à apprendre et à se perfectionner en France près de Monet pendant 28 ans. Le Musée Blanche Hoschedé-Monet de Vernon, qui possède deux tableaux du peintre, écrit dans sa brochure de présentation sur Radimsky que c'était une personne très cultivée et qu'une fois installé à la résidence La Bergamotte, Radimsky recevait, sur lettre de recommandation, les étudiants étrangers que ses anciens amis lui envoyaient. Ses collègues de l'époque de l’hôtel Baudy et ses élèves temporaires ont contribué à porter sa renommée aux quatre coins du monde. Une fois riche, il a acheté la résidence la Bergamotte. 
Après le déclenchement de la première guerre mondiale, il a été arrêté en tant que ressortissant d'un pays ennemi. C'est grâce à l'intervention de Georges Clemenceau qu'il a été libéré. Clemenceau l'admirait et possédait un de ses tableaux. En 1918, accompagné de sa femme, Louise, il a quitté la France pour retourner dans son pays natal, à Kolin. Radimsky a passé plus de temps en France (28 ans) qu'en Tchécoslovaquie (25 ans en comptant les 5 années noires de l'occupation, pendant la seconde guerre mondiale). Malgré les critiques de certains de ses compatriotes aigris, il a continué à peindre des tableaux impressionnistes jusqu'à la fin de ses jours. Il est décédé à l'hôpital de Kolin, le 31 janvier 1946.

## Analyse
L'historien Karel Srp dit de son œuvre : « concentré sur les reflets sur l’eau, sur la surface d’eau en tant que telle, sur le temps qui s’écoule... C’est, je crois, le trait principal de son œuvre : les reflets, l’effet de miroir, tous ces sujets qui expriment l’unité et l’intégralité de l’univers. »
L'œuvre de V. Radimsky est centré sur les reflets et la nature, sur la surface de l'eau, le monde flottant. Cette expression, le monde flottant, renvoie à l'origine de l'impressionnisme, les estampes japonaises Ukiyo-e. Les frères Goncourt ont écrit dans un article que tout l’impressionnisme est né de la contemplation et de l’imitation des impressions claires du Japon. Monet a tapissé sa maison d'estampes japonaises. Le mot japonais 浮世絵 (UKIYO-e) utilisé pour nommer les estampes signifie aussi image du monde flottant. Cette expression monde flottant, monde mouvant est une référence à la notion d'impermanence bouddhique. Cela nous rappelle la citation du philosophe grecque Héraclite d'Ephèse qui disait, en son temps, que dans ce monde la seule chose de constante, de permanente, c'est le changement. Vers la fin de sa carrière, Claude Monet peint essentiellement, le monde des nénuphars flottant sur les plans d'eau.

## Galerie

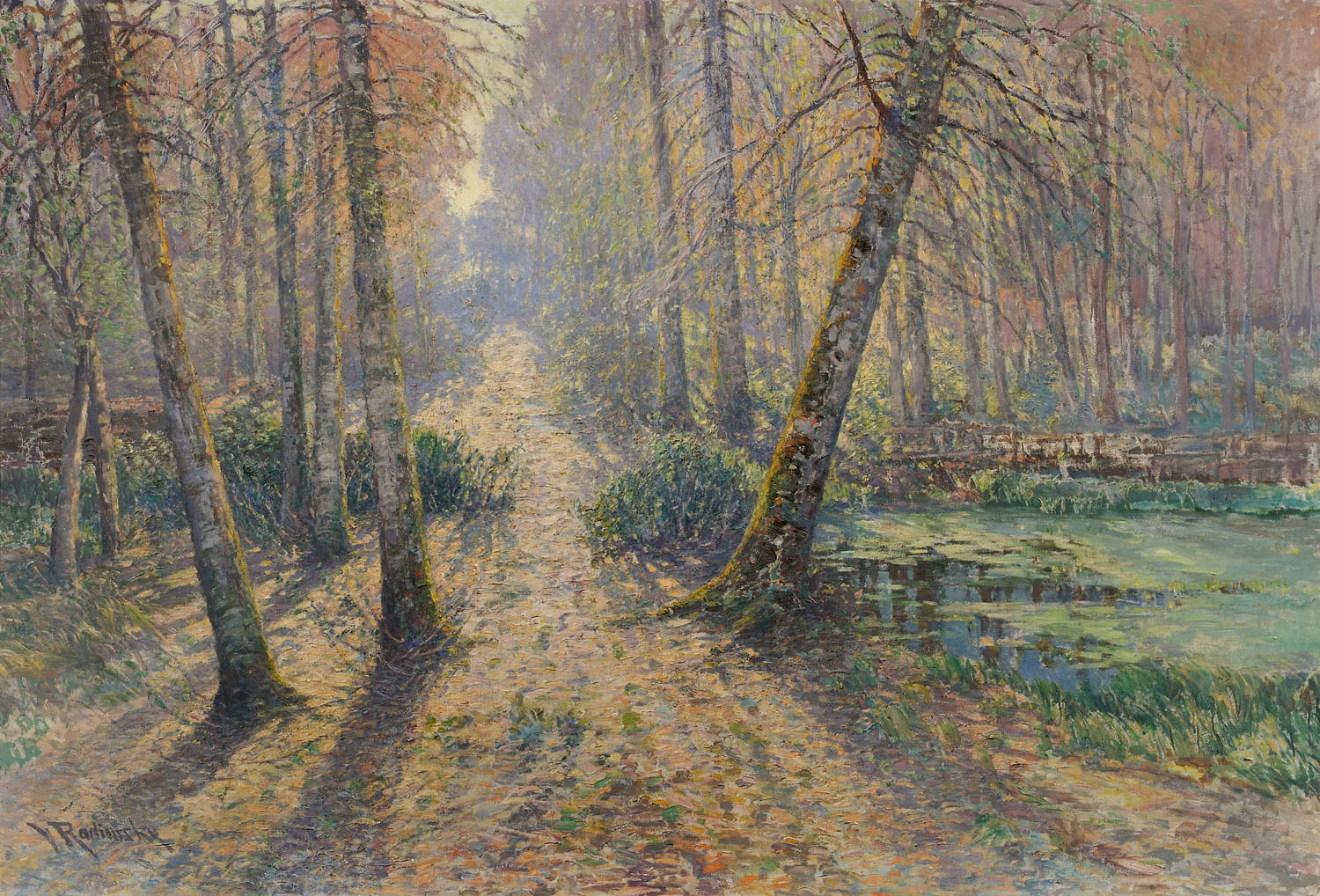
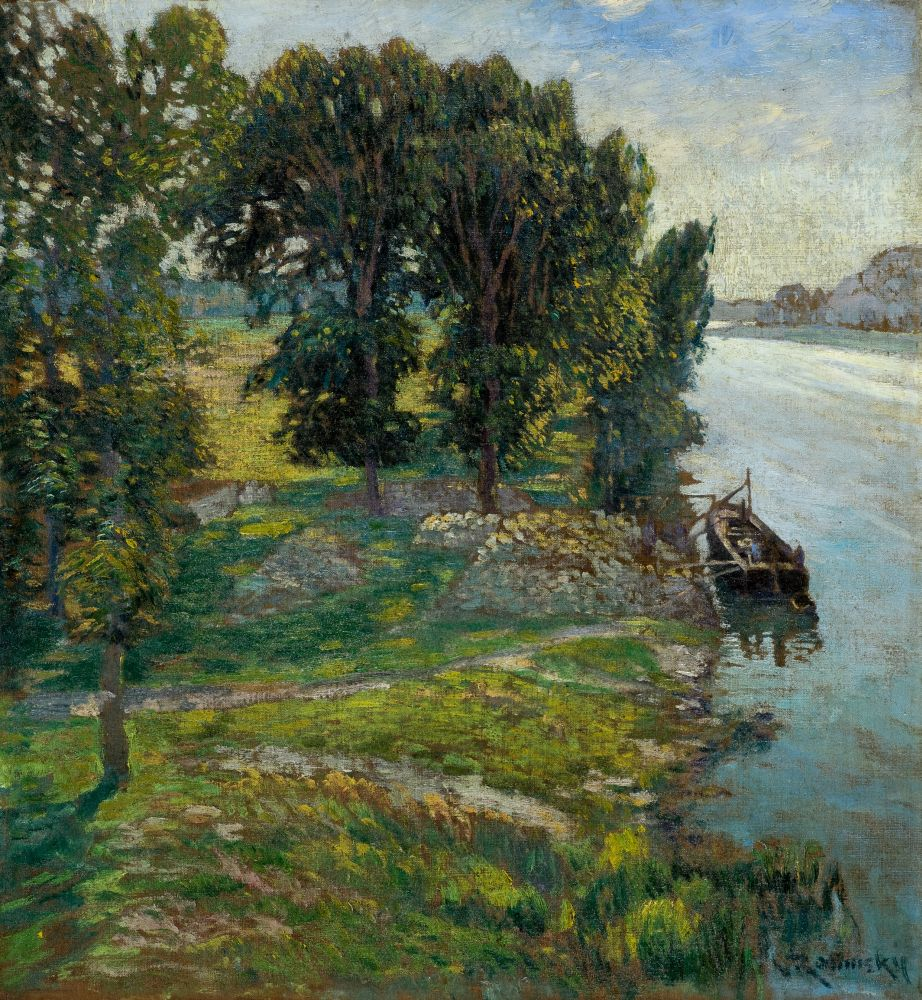
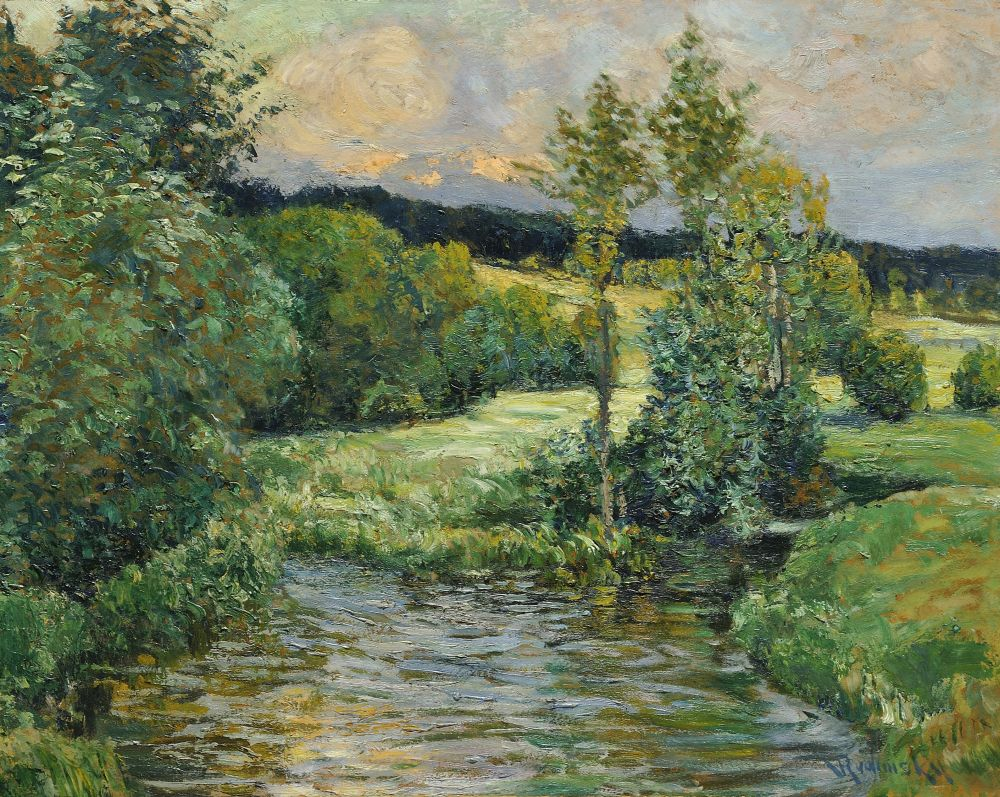
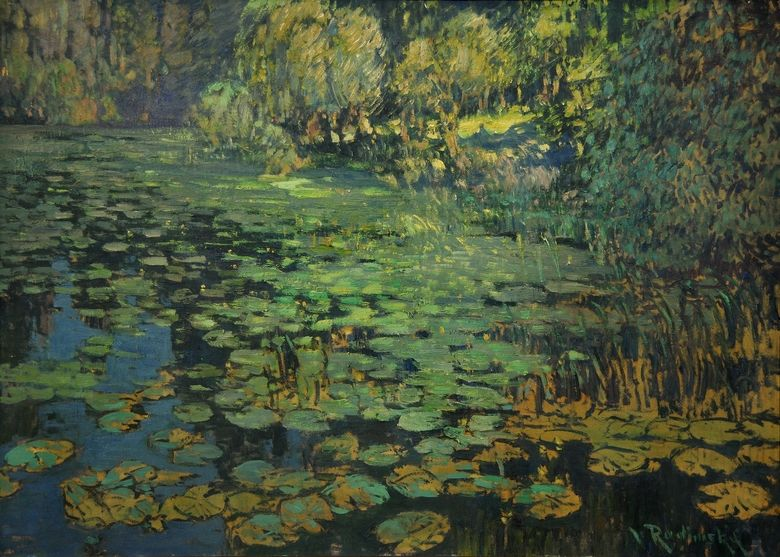

## Œuvres
- Prague, Galerie Kodl.
- Olomouc, Musée d'art d'Olomouc (cs)[17] :
  - À l'étang (vers 1903–1904, huile sur toile) ;
  - Paysage rural (vers 1897–1905, huile sur toile).
- Vernon, Musée Blanche Hoschedé-Monet[18] :
  - Le cochon (1896, au dos est inscrit pour Mme Baudy) ;
  - Barques sur un fleuve (1906).
- Collection privée :
  - Coucher de soleil sur le Goulet ;(44 × 73 cm)
  - Nénuphars sauvages (35 × 40 cm) ;
  - La Bergamotte (41 × 62 cm).
- À localiser :
  - Rivière à Giverny, 1899 ;
  - Neige sur les rives de la Seine (hiver sur la Seine, Hiver en Normandie), 1902 ;
  - Les Fougères ;
  - Chemin à Giverny ;
  - Étang de nénuphars ;
  - Réflection (Reflet des arbres dans l'eau) ;
  - Nénuphars dans le bassin de la maison de C. Monet.

## Sources
- « Histoire de l'hôtel Baudy à Giverny en 1900 », sur Le blog de l'hôtel Baudy de Giverny (consulté le 3 juin 2024).
- Brochure du musée A.G. Poulin de Vernon.
- Gérald Van der Kemp, Monet. Une visite à Giverny, Art Lys, 1995.
- Radimsky in C. Monet' Footsteps - Pierre Snowbal  (ISBN 978-2-9548265-0-9).
- À Giverny, chez Claude Monet  - Marc Elder.